# Anton Schlinger
Anton Schlinger (31. července 1870 Opatov – 21. října 1912 Vídeň) byl rakouský sociálně demokratický politik, na počátku 20. století poslanec Říšské rady.

## Biografie
Vychodil národní školu a živil se jako nájemný dělník. Od roku 1888 bydlel ve Floridsdorfu, kde pracoval v zahradnictví. Později byl pomocným dělníkem ve šroubárně a stal se frézařem. Navštěvoval dělnické vzdělávací kurzy. Od počátku 90. let 19. století byl aktivní v odborech. Kvůli své angažovanosti v odborovém hnutí byl propuštěn z práce. Nastoupil pak do továrny na lokomotivy, kde se seznámil se svou ženou Katharinou Schlingerovou, která byla také aktivní v dělnickém hnutí. Stal se důvěrníkem Sociálně demokratické strany Rakouska. Od roku 1894 byl předákem odborového svazu kovoprůmyslu. Roku 1896 založil dělnický list Wähler, od roku 1898 vycházející pod názvem Volksbote. Od roku 1898 byl kontrolorem nemocenské pokladny. Od roku 1899 byl předsedou sociální demokracie ve Floridsdorfu. Na brněnském sjezdu sociální demokracie v roce 1899 vystoupil s požadavkem volebního práva pro ženy. Od roku 1903 zasedal v obecní radě ve Floridsdorfu a po přičlenění tohoto města k Vídni usedl roku 1904 i do vídeňské obecní rady. Od roku 1900 byl důvěrníkem sociální demokracie a byl předsedou vídeňského sociálně demokratického klubu.
Na počátku 20. století se zapojil i do celostátní politiky. Ve volbách do Říšské rady roku 1911 získal mandát v Říšské radě (celostátní zákonodárný sbor) za obvod Dolní Rakousy 36. Ve vídeňském parlamentu setrval až do své smrti, pak ho nahradil Gustav Richter. K roku 1911 se profesně uvádí jako kontrolor okresní nemocenské pokladny a obecní radní. Do Říšské rady se dostal na základě předvolební dohody mezi sociální demokracií a křesťanskými sociály. Zasedal ve výboru pro zdražování a vinařství.
Je po něm pojmenován obytný soubor Schlingerhof ve Vídni.